# Army Men Advance
Army Men Advance est un jeu vidéo d'action développé par DC Studios et édité par The 3DO Company, sorti en 2001 sur Game Boy Advance.

## Accueil
- Jeuxvideo.com : 14/20[1]
- Gamers' Republic : [2]